# Anowil
Anowil (lit. Anavilis) – wieś na Litwie, w okręgu wileńskim, w rejonie wileńskim, w gminie Podbrzezie, przy drodze krajowej 172.
Współcześnie w skład miejscowości wchodzi także dawny folwark Troki (lit. Trakai).

## Nazwa
Współcześnie obowiązującą polskojęzyczną nazwą miejscowości jest Anowil. Wśród miejscowych Polaków często używana jest także nazwa Annowil. Wykaz miejscowości Rzeczypospolitej Polskiej z 1938 jako nazwę urzędową podaje Annowil, a jako nazwę dawną Anowil. Słownik geograficzny Królestwa Polskiego z 1900 jako nazwę majątku podaje Annowil.
Według legendy nazwa pochodzi od połączenia imienia Anna - legendarnej pierwszej właścicielki majątku oraz willa.

## Historia
Pod zaborami i w II Rzeczypospolitej majątek ziemski. W XIX i w początkach XX w. położony był w Rosji, w guberni wileńskiej, w powiecie wileńskim, w gminie Podbrzezie. Po I wojnie światowej pod administracją polską, w Zarządzie Cywilnym Ziem Wschodnich. W latach 1920–1922 w składzie Litwy Środkowej.
Od 11 kwietnia 1922 leżał w Polsce, w województwie wileńskim, w powiecie wileńsko-trockim, w gminie Podbrzezie. W 1931 miejscowości liczyły:
- Annowil – 85 mieszkańców, zamieszkałych w 5 budynkach,
- Troki – 36 mieszkańców, zamieszkałych w 3 budynkach[3].

Po II wojnie światowej w granicach Związku Sowieckiego. Od 1991 na niepodległej Litwie.

## Majątek
W II poł. XIX w. właścicielem Anowila był Mieczysław Jeleński. Później była to własność Józefa Jeleńskiego. W 1920 oddał on majątek jako posag dla swojej córki Marii, która w kolejnych latach zarządzała Anowilem wraz z mężem Karolem Erdmanem. Maria Erdman była ostatnią właścicielką majątku. W 1944 wraz z mężem wyjechała w nowe granice Polski.